# Abbazia di Rueda
L'abbazia di Rueda o abbazia di Rueda dell'Ebro (spagnolo: Real Monasterio de Nuestra Señora de Rueda, o "Reale Monastero di Nostra Signora della Ruota") è un ex monastero cistercense a Sástago nella comarca della Ribera Baja del Ebro, provincia di Saragozza, Aragona (Spagna), 74 chilometri a sud-est di Saragozza sulla riva sinistra dell'Ebro. Gli edifici sono stati conservati dallo Stato e sono destinati a essere utilizzati per un albergo e un centro conferenze.

## Storia

### Storia iniziale
Il primo monastero cistercense fu fondato a Cîteaux (in latino: Cistercium, da cui l'aggettivo "cistercense"), Francia, nell'anno 1089.  Da allora furono generate quattro abbazie figlie, inclusa nell'anno 1115 una a Morimond, Francia. Monaci dell'abbazia di Morimond fondarono l'abbazia di Gimont in Francia nel 1152. I monaci di Gimont ricevettero una concessione terriera a Burjazud (Villanueva de Gállego, a nord di Saragozza), Spagna nel 1162, ma il monastero non fu costruito là. Questa terra fu aumentata da una concessione del re Alfonso II d'Aragona nel 1182 per includere il ripido castello e villaggio di Escatrón in riva al fiume,~50 km a sud-est a valle di Saragozza. Dopo altri due decenni il Real Monasterio de Nuestra Señora de Rueda fu fondato sulle rive del fiume Ebro, accanto a un'isola fluviale e a una laguna salata (~12 km nord).

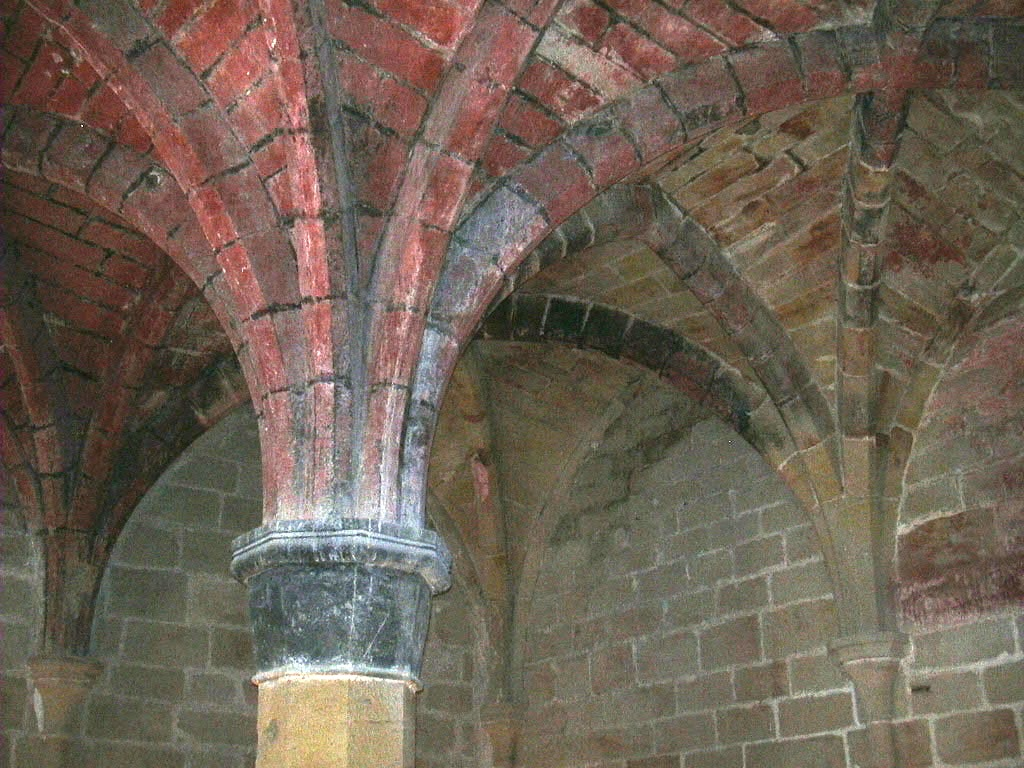
Veduta dell'interno.

I lavori principali erano incominciati verso la fine del primo quarto del XIII secolo, e la prima chiesa fu consacrata prima dell'anno 1238. Nel XIII secolo fu costruito un lavatorium. I chiostri furono progettati usando una costruzione in pietra con volte a botte. Verso l'inizio della prima parte del XV secolo il vecchio Palazzo dell'Abate, gli edifici di supporto alla fattoria e l'area dei laici erano completi. Dalla prima fondazione i monaci condussero importanti lavori idraulici, compresa una diga sull'Ebro e la creazione di una massiccia ruota idraulica o rueda che dide poi nome al monastero.  La ruota idraulica deviava una parte del flusso del fiume a un acquedotto gotico per la distribuzione in varie parti del monastero; inoltre, molti dei canali dell'acqua e degli usi delle tubature sono oggi facilmente visibili. Questa serie di innovazioni idrauliche fu un primo esempio di tubature interne e di smaltimento dei rifiuti come autentico sistema di riscaldamento centralizzato.
Nella frontiera musulmana disabitata, i monaci svilupparono molte utili realizzazioni, come la mulattiera per il sale, l'attrezzatura per l'estrazione del sale , un molo fluviale, un trasporto fluviale di chiatte per i muli, un frantoio, un mulino, una fossa di pietra per l'irrigazione con una ruota idraulica, una vigna, una cantina per i vini e un frutteto circondati da un muro con le garitte.

### Era moderna
Ulteriori miglioramenti e ricostruzioni più elaborate ebbero luogo nel XVI e XVII secolo, specialmente intorno alla piazza principale. Degna di nota è l'arcata rinascimentale in stile herreriano che collega il complesso di edifici medievali con il Palazzo dell'Abate. Da allora fu costruita dietro l'arcata una serie di ulteriori stanze e camere da letto per i novizi.
L'Entrata Reale, una struttura del corpo di guardia che risale al XVII e XVIII secolo, serve come ingresso moderno per l'intero complesso.

### Dal XIX secolo al presente
In seguito alle confische ecclesiastiche di Mendizábal del 1837 e 1838, le terre e gli edifici appartenenti al monastero furono venduti e il sito usato per attività agricole, dando luogo a notevoli distruzioni. Nel 1990 la proprietà cadde sotto il controllo statale attraverso l'acquisizione da parte della Deputazione Generale d'Aragona. Di conseguenza vi furono enormi spese, notevoli lavori di conservazione e restauro. Attualmente vi è in albergo a tre stelle e sale per conferenze. Nessuna delle porzioni medievali è stata alterata. Altri restauri sono nei piani futuri.